# Lorditomaeus youngai
Lorditomaeus youngai är en skalbaggsart som beskrevs av S. Endrödi 1967. Lorditomaeus youngai ingår i släktet Lorditomaeus och familjen Aphodiidae. Inga underarter finns listade i Catalogue of Life.